# World League di pallavolo 1997
L'VIII World League di pallavolo si svolse dal 16 maggio al 5 luglio 1997. Dopo la fase a gironi, la fase finale, a cui si qualificarono le prime squadre classificate nei tre gironi di qualificazione, le due migliori seconde e la Russia, paese ospitante, si disputò dal 30 giugno al 5 luglio a Mosca, in Russia. La vittoria finale andò per la sesta volta all'Italia.

## Squadre partecipanti
| - Bulgaria - Italia - Jugoslavia - Paesi Bassi - Russia - Spagna | - Argentina - Brasile - Cuba | - Cina - Corea del Sud - Giappone |

## Gironi
| Gruppo A                            | Gruppo B                      | Gruppo C                              |
| ----------------------------------- | ----------------------------- | ------------------------------------- |
| Argentina Brasile Bulgaria Giappone | Cina Italia Jugoslavia Spagna | Corea del Sud Cuba Paesi Bassi Russia |

## Classifica finale
| Classifica | Squadre       |
| ---------- | ------------- |
|            | Italia        |
|            | Cuba          |
|            | Russia        |
| 4          | Paesi Bassi   |
| 5          | Brasile       |
| 6          | Bulgaria      |
| 7          | Jugoslavia    |
| 8          | Argentina     |
| 9          | Spagna        |
| 10         | Cina          |
| 11         | Corea del Sud |
| 12         | Giappone      |

## Premi individuali
- Miglior realizzatore: Guido Görtzen
- Miglior schiacciatore: Bas van de Goor
- Miglior muro: Ihosvany Hernández
- Miglior servizio: Ramón Gato